# Chambon e Varenas
Chambon-sur-Lac és un municipi francès situat al departament del Puèi Domat i a la regió d'Alvèrnia-Roine-Alps. L'any 2007 tenia 350 habitants.

## Demografia

### Població
El 2007 la població de fet de Chambon-sur-Lac era de 350 persones. Hi havia 160 famílies de les quals 52 eren unipersonals (12 homes vivint sols i 40 dones vivint soles), 56 parelles sense fills, 48 parelles amb fills i 4 famílies monoparentals amb fills.
La població ha evolucionat segons el següent gràfic:
Habitants censats

### Habitatges
El 2007 hi havia 698 habitatges, 163 eren l'habitatge principal de la família, 519 eren segones residències i 15 estaven desocupats. 389 eren cases i 183 eren apartaments. Dels 163 habitatges principals, 129 estaven ocupats pels seus propietaris, 21 estaven llogats i ocupats pels llogaters i 13 estaven cedits a títol gratuït; 2 tenien una cambra, 20 en tenien dues, 40 en tenien tres, 47 en tenien quatre i 54 en tenien cinc o més. 103 habitatges disposaven pel capbaix d'una plaça de pàrquing. A 78 habitatges hi havia un automòbil i a 65 n'hi havia dos o més.

### Piràmide de població
La piràmide de població per edats i sexe el 2009 era:
| Homes | Edats   | Dones |
| ----- | ------- | ----- |
| 0     | 95 o +  | 0     |
| 0     | 90 a 94 | 0     |
| 0     | 85 a 89 | 0     |
| 4     | 80 a 84 | 8     |
| 8     | 75 a 79 | 4     |
| 8     | 70 a 74 | 16    |
| 16    | 65 a 69 | 16    |
| 8     | 60 a 64 | 20    |
| 16    | 55 a 59 | 8     |
| 16    | 50 a 54 | 4     |
| 12    | 45 a 49 | 20    |
| 16    | 40 a 44 | 12    |
| 4     | 35 a 39 | 20    |
| 12    | 30 a 34 | 16    |
| 8     | 25 a 29 | 8     |
| 8     | 20 a 24 | 8     |
| 16    | 15 a 19 | 12    |
| 12    | 10 a 14 | 8     |
| 4     | 5 a 9   | 8     |
| 4     | 0 a 4   | 4     |

## Economia
El 2007 la població en edat de treballar era de 219 persones, 165 eren actives i 54 eren inactives. De les 165 persones actives 155 estaven ocupades (84 homes i 71 dones) i 10 estaven aturades (2 homes i 8 dones). De les 54 persones inactives 22 estaven jubilades, 12 estaven estudiant i 20 estaven classificades com a «altres inactius».

### Ingressos
El 2009 a Chambon-sur-Lac hi havia 167 unitats fiscals que integraven 339,5 persones, la mediana anual d'ingressos fiscals per persona era de 14.971 €.

### Activitats econòmiques
Dels 45 establiments que hi havia el 2007, 1 era d'una empresa alimentària, 1 d'una empresa de fabricació d'altres productes industrials, 2 d'empreses de construcció, 6 d'empreses de comerç i reparació d'automòbils, 1 d'una empresa de transport, 20 d'empreses d'hostatgeria i restauració, 1 d'una empresa d'informació i comunicació, 1 d'una empresa financera, 1 d'una empresa immobiliària, 4 d'empreses de serveis, 4 d'entitats de l'administració pública i 3 d'empreses classificades com a «altres activitats de serveis».
Dels 15 establiments de servei als particulars que hi havia el 2009, 1 era una oficina de correu, 1 guixaire pintor, 1 fusteria, 10 restaurants i 2 agències immobiliàries.
Dels 4 establiments comercials que hi havia el 2009, 1 era una botiga de menys de 120 m², 1 una fleca, 1 una botiga de roba i 1 una botiga de material esportiu.
L'any 2000 a Chambon-sur-Lac hi havia 26 explotacions agrícoles que ocupaven un total de 2.124 hectàrees.

## Equipaments sanitaris i escolars
El 2009 hi havia una escola elemental integrada dins d'un grup escolar amb les comunes properes formant una escola dispersa.

## Poblacions més properes
El següent diagrama mostra les poblacions més properes.